# بطولة العالم لكرة الطاولة

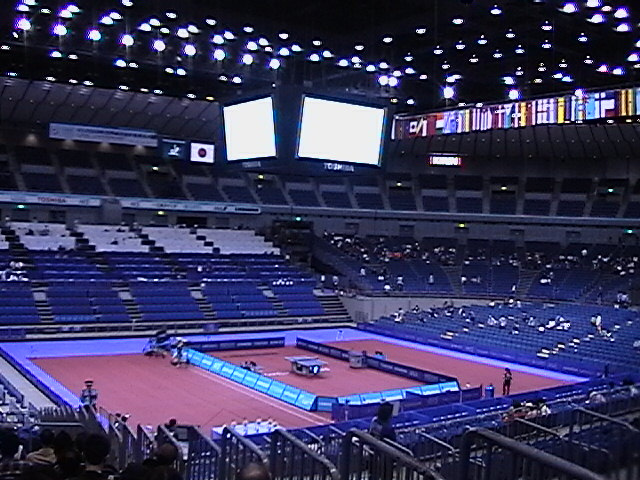
قاعة المباراة النهائية لبطولة العالم 2009.

بطولة العالم لكرة الطاولة أطلقت سنة 1926 وأصبحت تعقد كل عامين منذ عام 1957. ويتم منح خمسة ألقاب، زوجي الرجال وفردي، فردي السيدات والزوجي، والزوجي المختلط. انفصلت بطولة العالم لفرق الرجال والسيدات لأول مرة عام 2000، وتعقد كل سنة زوجية. ويوجد أيضا منافسات فِرق التي تدور أكثر في نفس الوقت من المنافسة الفردية منذ عام 1999.
في بدايات المسابقة ساد فريق الرجال المجري فائزا باثنى عشرة بطولة، بداية من ستينات القرن العشرين ظهرت الصين كقوة جديدة مهيمنة في هذه المسابقة واستمرت تفرض قوتها في اللعبة إلى اليوم. أحرز فريق الرجال 18 لقبا.
في خمسينات القرن العشرين كان فريق السيدات الياباني من القوة الظاهرة التي مكنته من الفوز بثمانية ألقاب. بدأ فريق السيدات الصيني يحكم قبضته القوية على بطولة الفرق مع بداية السبعينات وما تلاها. حاز فريق السيدات الصيني على 18 لقب. فاز فريق السيدات السنغافوري ببطولة العالم للفرق عام 2010

## الجوائز
تمنح 7 جوائز مختلفة للفائز كل بطولة، يحتفظ بها الاتحاد الفائز بالبطولة وتعاد في البطولة التالية
- كأس سواثلينج لفرق الرجال: وكانت تتبرع به السيدة بارونيس سواثلينج والدة أول رئيس للإتحاد الدولي لتنس الطاولة إيفور مونتاجو سنة 1962.
- كأس كوربيلون لفرق السيدات: وكان يمنحه رئيس الاتحاد الفرنسي لتنس الطاولة مارسيل كوربيلون سنة 1933، فاز الفريق الألماني بهذا الكأس عام 1939، إلا أن النسخة الأصيلة اختفت أثناء غزو برلين في الحرب العالمية الثانية. أعيد إنتاج الكأس عام 1949.
- زهرية سانت برايد لفردي الرجال: كان يمنحها سنة 1929 السيد كورتي وودكوك -عضو ناد سانت برايد لتنس الطاولة في لندن- بعد فوز فريد بري اللاعب الإنجليزي باللقب في بودابست.
- جائزة جايست لفردي السيدات: كان يمنحها في عام 1931 الدكتور جاسبر جايست، رئيس الاتحاد المجري لتنس الطاولة.
- كأس إيران لزوجي الرجال: قدمه لأول مرة شاه إيران في بطولة العالم عام 1947.
- جائزة وليام جاكسون بوب لزوجي السيدات: كان يمنحها عام 1984 السيد وليام جاكسون بوب الأمين العام الفخري للإتحاد الدولي لتنس الطاولة.
- كأس هيدوسك للزوجي المختلط: كان يمنحه زدنيك هيدوسك سكرتير الاتحاد التشيكسلوفاكي سنة 1948.

ومنح كأس مصر في النسخة التالية من البطولة.
ومنح الملك فاروق ملك مصر هذا الكأس سنة 1939 حين عقدت البطولة في القاهرة بـمصر.

## المستضيفون
- 1926- لندن
- 1982- ستوكهولم
- 1929- بودابست
- 1930-برلين
- 1931- بودابست
- 1932- براغ
- كانون الثاني 1933- بادن
- كانون الأول 1933- باريس
- 1935-ويمبلي
- 1936- براغ
- 1937- بادن
- 1938-ويمبلي
- 1939- القاهرة
- 1947- باريس
- 1948- ويمبلي
- 1949- ستوكهولم
- 1950- بودابست
- 1951- فيينا
- 1952- مومباي
- 1953- بوخارست
- 1954- ويمبلي
- 1955- أترخت
- 1956- طوكيو
- 1957- ستوكهولم
- 1959- دورتموند
- 1961- بكين
- 1963- براغ
- 1965- ليوبليانا
- 1967- ستوكهولم
- 1969- ميونيخ
- 1971- ناغويا
- 1973- سراييفو
- 1975- كالكتا
- 1977- برمنجهام
- 1979- بيونج يانج
- 1981- نوفي ساد
- 1983- طوكيو
- 1985- جوتنبرج
- 1987- نيودلهي
- 1989- دورتموند
- 1991- تشيبا
- 1993- جوتنبرج
- 1995- تيانجن
- 1997- مانشستر
- 1999- أيندهوفن (فردي)
- 2000- كوالالمبور(فرق)
- 2001- أوساكا

بدأ من سنة 2003 قسم الإتحاد الدولي لتنس الطاولة المنافسات إلى منافسات فردية ومنافسات فرق.
المنافسات الفردية:
- 2003- باريس
- 2005- شنغهاي
- 2007- زغرب
- 2009- يوكوهاما
- 2011- روتردام
- 2013- باريس
- 2015- سوشو
- 2017- دسلدورف

منافسات الفرق:
- 2004- الدوحة
- 2006- بريمن
- 2008- قوانتشو
- 2010- موسكو
- 2012- دورتموند
- 2014- طوكيو
- 2016- كوالالمبور
- 2018- هالمستاد